# David Hale
David Hale (Colorado Springs, 18 giugno 1981) è un ex hockeista su ghiaccio statunitense che militava come difensore.

## Carriera
Hale giocò con la maglia dei Sioux City Musketeers nella USHL. Nel Draft 2000 fu scelto al primo giro dai New Jersey Devils, prima di iscriversi alla University of North Dakota nella Western Collegiate Hockey Association.
Nel febbraio 2007 Hale fu ceduto dai Devils ai Calgary Flames.Nell'estate del 2008 invece da free agent Hale firmò un contratto biennale con i Phoenix Coyotes. Nel corso della stagione 2008-09 Hale segnò la sua prima rete in NHL nel successo per 3-2 contro i Columbus Blue Jackets. Hale andò a segno in occasione della sua partita numero 231, stabilendo un nuovo primato nella lega per l'inizio di carriera più lungo senza reti all'attivo.
Nel luglio del 2009 Hale fu ceduto dai Coyotes insieme a Todd Fedoruk ai Tampa Bay Lightning in cambio di Radim Vrbata. Nel corso dell'anno fu impiegato anche in American Hockey League con il farm team dei Norfolk Admirals. Nel corso dell'ultima gara giocata con gli Admirals Hale si ruppe il piede e per il resto della stagione 2009-10 poté giocare solo altri quattro incontri con Tampa.
Nell'agosto del 2010 Hale ritornato free agent firmò un contratto annuale con gli Ottawa Senators. Hale si divise fra Ottawa e la formazione affiliata in AHL dei Binghamton Senators. Hale concluse l'anno con Ottawa, non prendendo parte così ai playoff della Calder Cup che videro proprio il successo di Binghamton.
Nell'ottobre del 2011 una commozione cerebrale lo convinse al ritiro, ma due anni dopo accettò l'offerta dell'HC Appiano, squadra militante nella Inter-National-League. Al termine della stagione vinse il titolo di Seconda Divisione.

## Palmarès

### Club
- Seconda Divisione: 1

Appiano: 2013-2014

### Individuale
- USHL First All-Star Team: 1

1999-2000